# Trogon (gènere)
Trogon és un gènere d'ocells de la família Trogonidae. Les espècies d'aquest gènere són originàries dels boscos del Nou Món des del sud-est d'Arizona fins a l'Argentina.
Sota el nom de Trogon s'agrupen dos significats: un d'ells correspon a aquest gènere de la família dels trogònids, però també és el nom comú de qualsevol membre de la família esmentada, tant si són del gènere Trogon, com de la resta. Totes les espècies de la família són conegudes com a trogons, a excepció de les dels gèneres Pharomachrus i Euptilotis, les quals són denominades quetzals.
Tenen ulls grans, becs ganxuts i corpulents, ales curtes i cues llargues i esglaonades. Els mascles tenen les plomes de colors metal·lics. Les seves cares negres és un dels trets distintius amb els quetzals, i no tenen la cara acolorida del gènere africà relacionat, Apaloderma. Les femelles i els joves tenen els colors més apagats i de vegades són difícils d'identificar en el camp. Els ous són blancs o blancs blavosos, en lloc del color blau pàlid dels ous dels quetzals.

## Taxonomia
Segons la classificació de Handbook of the Birds of the World Alive (2017) componen aquest gènere 20 espècies: 
- trogon cua de coure (Trogon ambiguus).
- trogon surucuà septentrional (Trogon aurantius).
- trogon de Baird (Trogon bairdii).
- trogon cuablanc (Trogon chionurus).
- trogon citrí (Trogon citreolus).
- trogon cua-reixat (Trogon clathratus).
- trogon de collar (Trogon collaris).
- trogon del Chocó (Trogon comptus).
- trogon de capell blau (Trogon curucui).
- trogon elegant (Trogon elegans).
- trogon de Masséna (Trogon massena).
- trogon capnegre (Trogon melanocephalus).
- trogon cuanegre comú (Trogon melanurus).
- trogon cuanegre de l'Equador (Trogon mesurus).
- trogon muntanyenc (Trogon mexicanus).
- trogon emmascarat (Trogon personatus).
- trogon maragda (Trogon rufus).
- trogon surucuà meridional (Trogon surrucura).
- trogon violaci (Trogon violaceus).
- trogon dorsiverd (Trogon viridis).